# Linh dương hoẵng Peters
Linh dương hoẵng Peters (danh pháp khoa học: Cephalophus callipygus) là một loài động vật có vú trong họ Bovidae, bộ Artiodactyla. Loài này được Peters mô tả năm 1876.
Linh dương hoẵng Peters được tìm thấy ở Gabon, Guinea Xích Đạo, miền nam Cameroon và miền bắc Cộng hòa Congo.
Linh dương hoẵng Peters có cân nặng trung bình khoảng 18 kg, và cao khoảng 50 cm đến vai. Chúng có bộ lông màu nâu xám. Chúng sinh sống trong bụi rậm ở những khu rừng mưa núi. Tổng số lượng ước tính khoảng 380.000 người, với xu hướng giảm.

## Hình ảnh

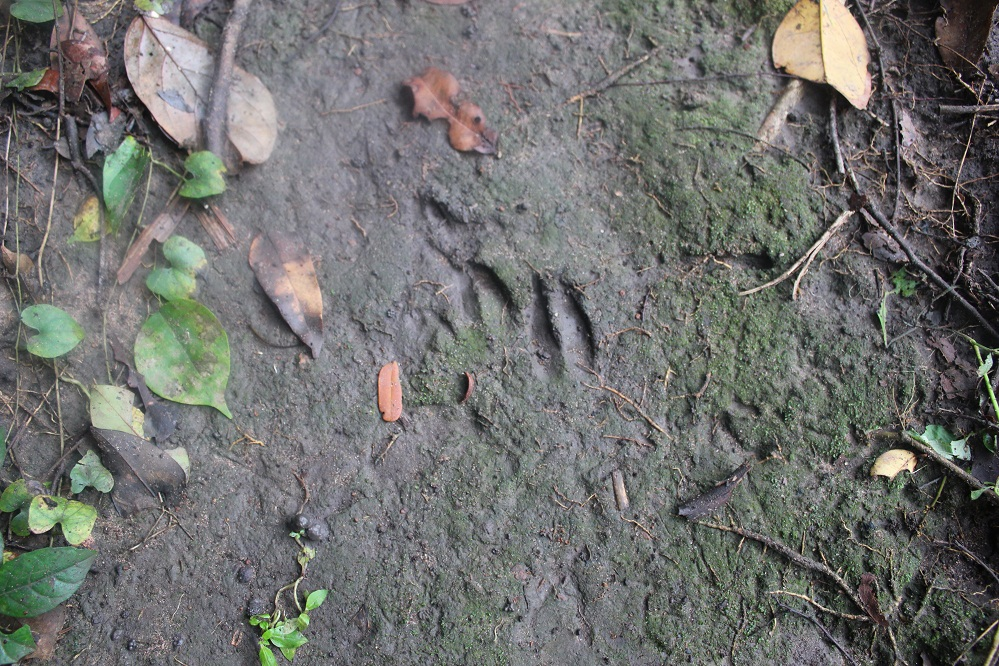